# Biagio Marzo
Biagio Marzo (Corsano, 16 settembre 1945) è un politico e giornalista italiano.

## Biografia
Laureato in Lettere e Filosofia a Lecce, parlamentare socialista nella IX, X e XI Legislatura, è stato presidente della Commissione Bicamerale per la ristrutturazione delle partecipazioni statali. Ha fatto inoltre parte della direzione nazionale e segreteria del Partito Socialista Italiano, nel cui ambito, dopo aver ricoperto per due volte l'incarico dell'organizzazione, ha diretto la sezione Cooperazione e ceti medi e della politica industriale. 
Ha insegnato presso l'Università del Salento prima Storia contemporanea e in seguito Economia Pubblica.
Giornalista, per anni editorialista dell'Avanti!, collabora attualmente con varie testate nazionali tra cui L'Opinione delle libertà. Tra le sue pubblicazioni: Riformismo e cooperazione (Marsilio, 1986); Prometeo e il dinosauro (Marsilio, 1987); New Deal a Taranto (Marsilio, 1992); Il miracolo dei vinti (Lacaita, 1995); Viaggio attraverso Forza Italia (Manni, 2001); Fatti e misfatti delle privatizzazioni (Marsilio, 2004); L'ombra di Tatò su Berlinguer e Craxi (Icaro, 2007).
Nel 2008 è eletto nella segreteria nazionale del Partito Socialista, ma nel 2009 abbandona il partito non condividendone le scelte politiche. Nello stesso anno accetta la carica di direttore editoriale della fiera "Città del libro" di Campi Salentina, organizzata dalla omonima fondazione. Dirige con Bobo Craxi il giornale online socialist.it.
Nel 2016 il presidente della Puglia, Michele Emiliano, chiede a Marzo di far parte del "Comitato degli Esperti" della Regione Puglia. Il comitato è composto da 20 esperti che servono gratuitamente la Regione e vengono consultati dal presidente sui principali temi di natura politica, economica e sociale.
Il 22 novembre del 2016, viene nominato Presidente del Conservatorio della città di Lecce Tito Schipa. Carica poi riconfermata per un altro mandato.
A dicembre 2020 il Presidente Riccardo Nencini nomina Marzo in qualità di esperto della VII commissione del Senato Italiano, Istruzione, Beni Culturali.